# Rock-impo Goroshi
Rock-impo Goroshi (ロッキンポ殺し?, Rokkinpo Killing) è il terzo album in studio del gruppo musicale giapponese Maximum the Hormone, pubblicato il 2 marzo 2005 dalla VAP.

## Tracce
Testi e musiche di Maximum the Ryo.
1. Rock-impo Goroshi – 4:02
2. Hocho Hasami Cutter Knife Dosu Kiri – 2:25
3. Nitro BB Sensou – 2:06
4. Falling Jimmy – 2:09
5. Kawakita Saruin – 1:52
6. Anal Whiskey Ponce – 2:14
7. Rock Bankuruwase – 2:18
8. Haiyani Spain – 3:27
9. Uehara -Futoshi- – 2:36
10. Rerererererereremamamamamamamama – 3:01
11. Rolling1000toon – 2:46
12. Rock'n Roll Chainsaw – 3:28
13. Koino Kinako Watashini Kudasai – 1:07

## Formazione
- Daisuke-han – voce
- Maximum the Ryo-kun – voce, chitarra
- Ue-chan – basso
- Nawo – voce, batteria

## Classifiche
| Classifica (2005) | Posizione massima |
| ----------------- | ----------------- |
| Giappone          | 27                |

## Influenza culturale
La canzone Rolling1000toon fu utilizzata come sigla di chiusura per l'anime Air Master e come canzone giocabile nel videogioco Bemani DrumMania MIX 10 e GuitarFreaks MIX 11.